# Újezd u Boskovic
Újezd u Boskovic é uma comuna checa localizada na região de Morávia do Sul, distrito de Blansko.